# Helmuth von Moltke mladší
Helmuth Johann Ludwig von Moltke (25. května 1848 Biendorf – 18. června 1916), známý jako Helmuth von Moltke mladší, byl německý generál. Sloužil v různých funkcích, v letech 1906–1914 vykonával funkci náčelníka generálního štábu.

## Život
Narozen ve vévodství Meklenbursko-Zvěřínsko, Helmuth von Moltke byl pojmenován po svém strýci Helmuthu von Moltke (starším), úspěšném vojevůdci, pozdějším válečném hrdinovi bojů za sjednocení Německa. Válečnou kariéru započal během prusko-francouzské války službou v 7. granátnickém regimentu, kde obdržel vyznamenání za statečnost. V letech 1875 až 1878 studoval válečnou akademii, v roce 1880 získal funkci v generálním štábu. V roce 1882 se stal personálním náčelníkem svého strýce, který byl v té době náčelníkem generálního štábu. Po strýcově smrti v roce 1891 se stal osobním vojenským pobočníkem císaře Viléma II., tedy jedním z jeho nejbližších spolupracovníků. Koncem 90. let byl pověřen vedením brigády a poté divize, v roce 1902 byl povýšen na generálporučíka.
V roce 1904 se stal proviantním náčelníkem, faktickým zástupcem náčelníka generálního štábu Alfreda von Schlieffen. O dva roky později, po Schlieffenově odchodu na penzi, byl jmenován do čela Velkého generálního štábu. Jmenování Moltkeho do čela generálního štábu vyvolalo vlnu nevole, dle kritiků tohoto rozhodnutí nebyl Moltke jmenován kvůli svým schopnostem, nýbrž jako příslušník slavného rodu a císařův přítel. Ostatní uchazeči o post náčelníka generálního štábu Hans Hartwig von Beseler, Karl von Bülow, či Colmar von der Goltz tak prý byli předem postaveni mimo hru.
Moltkeho přátelství s císařem však vzalo brzy zasvé. Němci byli totiž v bojích na Marně (tzv. první bitvy na Marně) poráženi. Mezi Molkem a císařem došlo k roztržce a generál, v té době již s podlomeným zdravím, byl z funkce šéfa generálního štábu odvolán. Na jeho místo byl jmenován Erich von Falkenhayn.
Zda největší díl viny za porážku na Marně nese skutečně Moltke, přitom dodnes zůstává předmětem dohadů historiků. Kritizovány bývají zejména Moltkeho modifikace původního Schlieffenova plánu. Moltke zaměřil svou pozornost hlavně na Rusko, vojenské síly, jež proto soustředil zejména východním směrem (uvádí se přesun cca 180 000 mužů na východní frontu), pak údajně v klíčových okamžicích bojů na Marně chyběly. Diskutuje se o Moltkeho vojenské taktice (dislokace vojenských jednotek, plánování konkrétních bojových akcí). Nemalý díl viny za porážku německých vojsk patrně nese i nesvornost v německých řadách (vzpoura části důstojnictva).
Moltke zemřel nedlouho po svém odvolání, 18. června 1916.